# Parasenecio rubescens
Parasenecio rubescens là một loài thực vật có hoa trong họ Cúc. Loài này được (S.Moore) Y.L.Chen mô tả khoa học đầu tiên năm 1999.